# Santos Caicedo
Santos Caicedo (* Guayaquil, 19 de febrero de 1986). es un futbolista ecuatoriano que juega de defensa en el Colón Fútbol Club de la Serie B de Ecuador.

## Clubes
| Club                    | País    | Año       |
| ----------------------- | ------- | --------- |
| Rocafuerte FC           | Ecuador | 2003-2005 |
| Everest                 | Ecuador | 2006      |
| Manta FC                | Ecuador | 2007      |
| Imbabura SC             | Ecuador | 2007      |
| Deportivo Azogues       | Ecuador | 2008      |
| Rocafuerte FC           | Ecuador | 2008      |
| Independiente del Valle | Ecuador | 2009      |
| Rocafuerte FC           | Ecuador | 2010      |
| Olmedo                  | Ecuador | 2011      |
| Sporting Bolívar        | Ecuador | 2012      |
| Rocafuerte FC           | Ecuador | 2012      |
| El Nacional             | Ecuador | 2013      |
| Manta FC                | Ecuador | 2014      |
| Gualaceo                | Ecuador | 2015      |
| Colón Fútbol Club       | Ecuador | 2016      |